# هنريك مورتنسن
هنريك مورتنسن (بالدنماركية: Henrik Mortensen)‏ (12 فبراير 1968 في الدنمارك - ) هو لاعب كرة قدم دانمركي في مركز الهجوم. شارك مع منتخب الدنمارك تحت 17 سنة لكرة القدم ومنتخب الدنمارك تحت 19 سنة لكرة القدم ومنتخب الدنمارك تحت 21 سنة لكرة القدم. أما مع النوادي، فقد لعب مع آرهوس جمناستيك فورينينغ ونادي رويال أندرلخت ونورويتش سيتي.

## وصلات خارجية
- هنريك مورتنسن على موقع قاعدة بيانات كرة القدم.إي يو (الإنجليزية)